# Ana Estrada
Ana Milagros Estrada Ugarte (Lima, 20 novembre 1976 – Lima, 21 aprile 2024) è stata una psicologa, attivista e blogger peruviana.

## Biografia
A soli 14 anni le venne diagnosticata la polimiosite, malattia cronica su base autoimmune, rivelatasi gravemente invalidante nel tempo. Già all'età di 20 fu infatti costretta all'uso della sedia a rotelle, tuttavia riuscì a completare gli studi universitari di psicologia, per poi esercitare la professione.
Nel 2015, in seguito a un ulteriore peggioramento della malattia, per il quale si resero necessarie tracheotomia e gastrectomia, Ana Estrada iniziò a valutare la possibilità dell'eutanasia, benché illegale nel suo Paese. Divenne un'attivista per il fine vita e nel 2019 aprì il sito-blog « Ana busca la muerte digna » nel quale perorò la sua causa e quella dei connazionali nelle stesse condizioni.
Nel gennaio del 2021, l'XI Corte Costituzionale dichiarò che l'articolo 112 del Codice Penale non dovesse essere applicato nel caso di Ana Estrada e ordinò ai Ministeri della Salute e della Giustizia di rispettare la volontà della donna, che però dovette attendere ancora tre anni prima di poter essere esaudita. 
Il 21 aprile 2024 Ana Estrada divenne la prima persona in Perù a praticare su di sé l'eutanasia.